# VW Typ 60 K 10

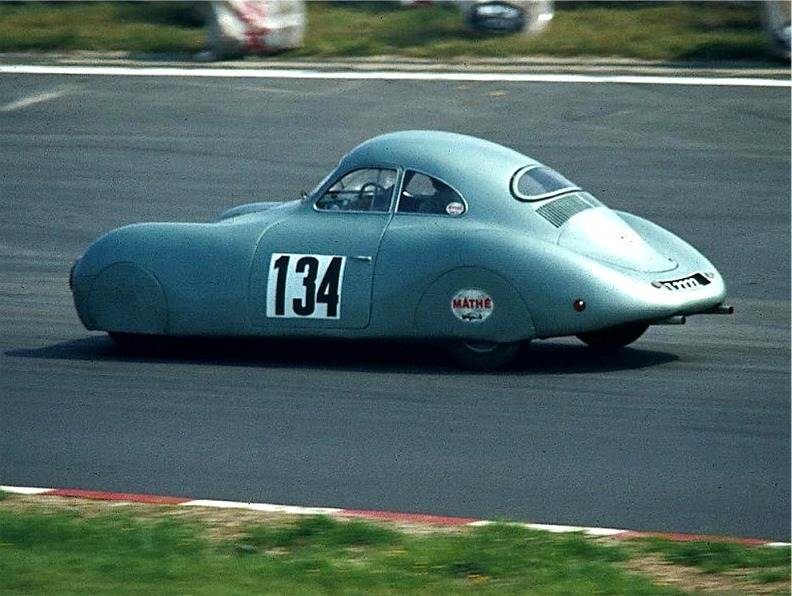
Berlin-Rom-Wagen von Otto Mathé

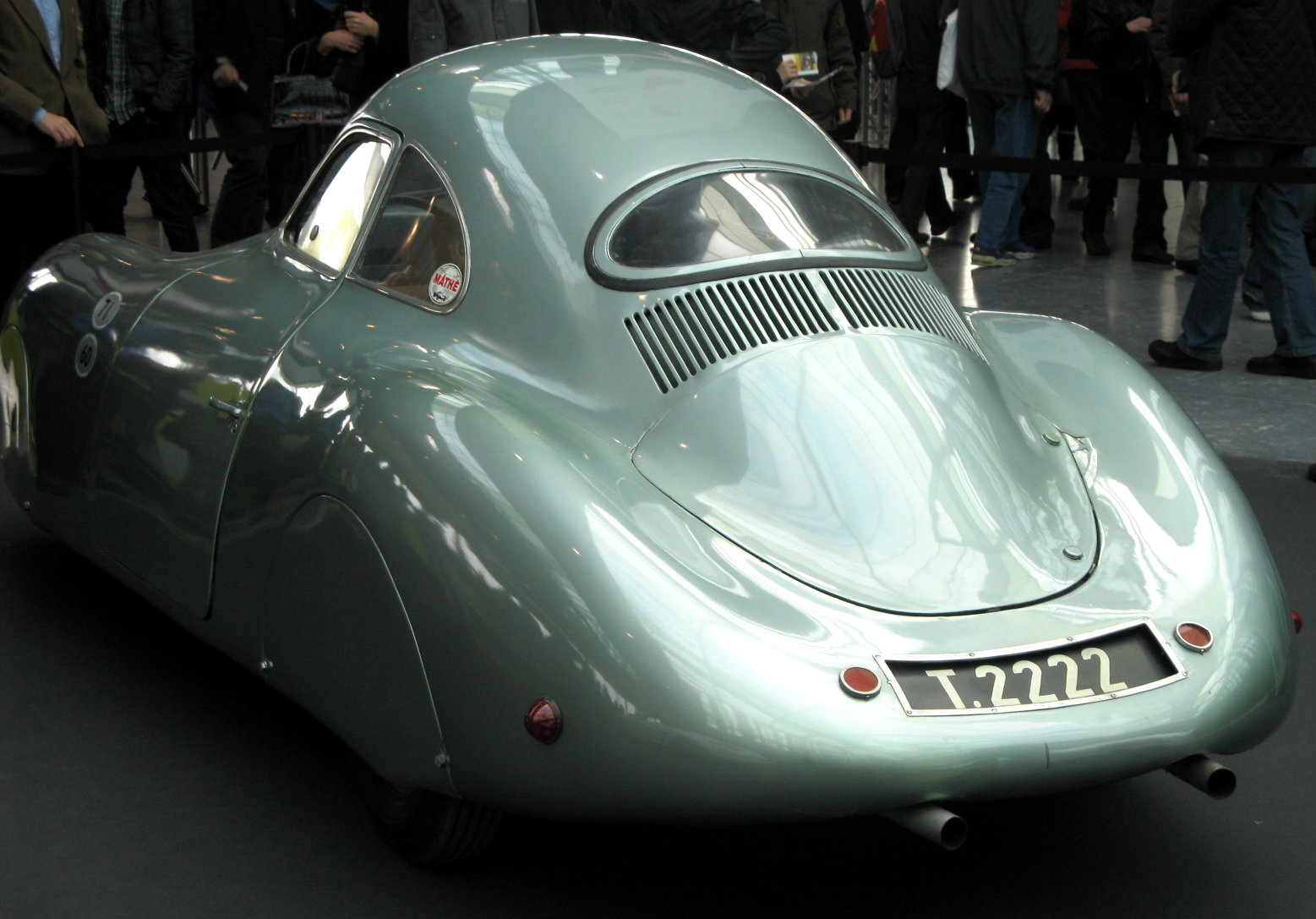
VW Typ 60 K 10

Der Berlin-Rom-Wagen VW Typ 60 K 10 bzw. Porsche Typ 64 war ein Sportwagen, den das Konstruktionsbüro von Ferdinand Porsche im Frühjahr 1939 nach früheren Plänen auf der Basis des KdF-Wagens (Volkswagen) entwickelte. Anlass war die für den Herbst 1939 geplante Fernfahrt von Berlin nach Rom, ein Gegenstück zu der populären Rallye Lüttich–Rom–Lüttich.

## Allgemeine Beschreibung
Äußerlich unterschied sich der Berlin-Rom-Wagen vom KdF-Wagen, dem späteren VW Käfer, durch eine Stromlinienkarosserie aus Aluminium (Länge ca. 4,15 m). Den Entwurf zeichnete Erwin Komenda, während die Konstruktion des Aufbaus maßgeblich eine Arbeit von Porsches Mathematiker Josef Mickl war. Um einen schmalen Dachaufbau zu ermöglichen, befand sich der Fahrersitz fast in Fahrzeugmitte, sodass für den Beifahrer nur ein schräg nach hinten versetzter Notsitz blieb. Alle vier Radausschnitte waren abgedeckt. Die vorderen Abdeckungen hatten an der Innenseite Rollen, damit sie bei starkem Lenkeinschlag von den Rädern nach außen gedrückt werden konnten. Im Bug des Fahrzeugs lagen hintereinander zwei Reserveräder; der Motor war wie beim VW-Käfer als Heckmotor hinter der Hinterachse eingebaut.
Der damals als gering geltende Luftwiderstand mit einem cw-Wert von 0,385 und das geringe Gewicht erlaubten bei einer langen Getriebeübersetzung oder langen Übersetzung des Achsantriebs und mit dem später von zunächst 35 PS auf rund 40 PS leistungsgesteigerten Motor eine Spitzengeschwindigkeit von 173,5 km/h bei 4000/min. Dies ist jedoch ein theoretischer Wert, da die Beschleunigung für ein Rennen bei einer solchen Auslegung mit einem Vierganggetriebe zu gering gewesen wäre. Die tatsächliche Höchstgeschwindigkeit in der Praxis dürfte bei etwa 145 km/h gelegen haben.

## Technische Daten
| Typ 60 K 10              | Daten (1939)                             |
| ------------------------ | ---------------------------------------- |
| Motor:                   | 4-Zylinder-Viertakt-Boxermotor im Heck   |
| Motorsteuerung:          | zentrale untenliegende Nockenwelle (OHV) |
| Kühlung:                 | Luft (Gebläse)                           |
| Hubraum:                 | 985 cm³                                  |
| Leistung:                | 35 PS bei 3600/min                       |
| Gemischaufbereitung:     | 2 Solex-Fallstrom-Vergaser               |
| Getriebe:                | 4-Gang, nicht synchronisiert             |
| Radaufhängung vorn:      | Kurbellängslenker                        |
| Radaufhängung hinten:    | Pendelachse                              |
| Federung:                | Drehstäbe                                |
| Radstand:                | 2400 mm                                  |
| Spurweite vorn/hinten:   | 1290/1250 mm                             |
| Bereifung:               | 4.50 × 16 Zoll                           |
| Leergewicht ohne Fahrer: | 535 kg                                   |
| Höchstgeschwindigkeit:   | 160 km/h                                 |

## Geschichtliches
Vor dem Termin der Fernfahrt Berlin–Rom brach am 1. September 1939 der Zweite Weltkrieg aus, sodass der Typ 60 K 10 nicht zum Einsatz kam.
Eins der insgesamt drei Fahrzeuge fuhr KdF-Leiter Bodo Lafferentz bereits 1939 zu Bruch, eines wurde von Ferdinand Porsche als Kurierfahrzeug und nach dem Krieg in Österreich von amerikanischen Soldaten genutzt und ebenso wie der dritte Wagen stark beschädigt. Die ramponierten Fahrzeuge wurden zur Restaurierung des Berlin-Rom-Wagens Nr. 3 genutzt, der auf Dr. Ing. F. Porsche zugelassen war. Dieses Fahrzeug und die verbliebenen Elemente des Wagens Nr. 2 kaufte 1949 der Österreicher Otto Mathé, der das Fahrzeug Nr. 3 bis 1951 im Motorsport einsetzte. Höhepunkt in Mathés Laufbahn als Rennfahrer war der Sieg im Alpencup 1950, in dem der Berlin-Rom-Wagen schnellster Sportwagen seiner Klasse war. Anfang der 1980er-Jahre bewegte Mathé seinen Berlin-Rom-Wagen bei mehreren Oldtimer-Veranstaltungen. Nach dem Tod von Otto Mathé im Jahr 1995 kaufte Dr. Thomas Gruber den Wagen und ließ ihn von Michael Barbach restaurieren. 2009 wechselte das Auto in den Besitz der Schörghuber-Gruppe. 2019 wurde der Wagen bei RM Sotheby’s versteigert. Aus dem Nachlass von Otto Mathé erwarben die Eigentümer des Automuseums Prototyp die noch existierenden Originalteile des Wagens Nr. 2 und rekonstruierten ihn. Seit 2008 ist er Teil der Dauerausstellung in der Hamburger HafenCity.